# Paul de Ségur
Pour les autres membres de cette famille, voir Famille de Ségur et pour les homonymes, voir Ségur (homonymie).
Paul Charles Louis Philippe, comte de Ségur (25 avril 1809 à Paris - 14 janvier 1886 à Paris), est un homme politique français.

## Biographie
Fils de Philippe-Paul de Ségur et de sa première épouse, Antoinette Charlotte Le Gendre de Luçay, Paul de Ségur est issu de la famille de Ségur.
Il était conseiller général du canton de Lorrez le Bocage, en Seine-et-Marne, quand il fut élu député de Seine-et-Marne, le 9 juillet 1842, et fut réélu le 1er août 1846.
Partisan de la Monarchie de Juillet, dont il se faisait le prosélyte dans les salons, il soutient constamment ses gouvernements successifs.
Il vote pour l'indemnité Pritchard et contre la proposition Rémusat.
Il rentre dans la vie privée à la suite des événements de 1848.
Administrateur de la Compagnie du chemin de fer de Paris à Orléans, il était membre du Cercle des chemins de fer.

### Mariage et descendance
Il épouse en 1833 Amélie Greffulhe (1812 - Paris, 8 mars 1902), fille de Jean-Henry-Louis Greffulhe, comte Greffulhe, banquier, pair de France, et de Marie Françoise de Vintimille du Luc.
Elle était la petite-fille de Charles de Vintimille, comte du Luc
Dont deux enfants :

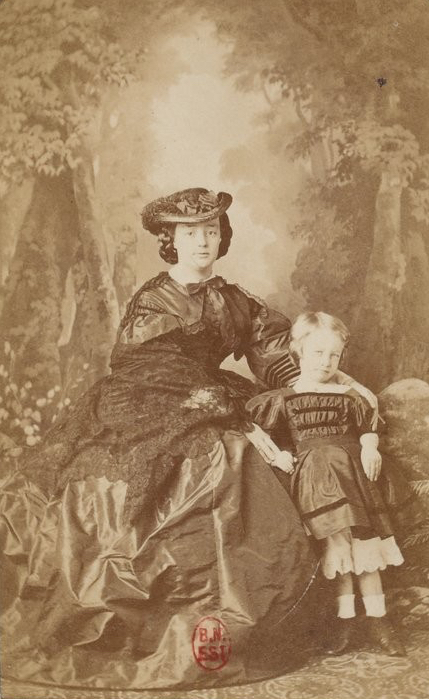
Photographie de son épouse, née Amélie Greffulhe.

- Juliette de Ségur (Paris, 19 mai 1835 - château de Combreux, 27 septembre 1905), mariée à Paris le 21 avril 1853 avec Roger de La Rochefoucauld, duc d'Estissac (1826-1889), dont postérité ;

- Louis-Philippe-Charles de Ségur, conseiller général et député de Seine et Marne (Paris, 22 décembre 1838 - Paris, 9 février 1924), marié à Paris le 6 mars 1866 avec Marie-Thérèse Casimir-Périer (1844 - 1916), sœur de Jean Casimir-Périer, président de la République française en 1894-1895, sans descendance.

## Sources
- « Paul de Ségur », dans Adolphe Robert et Gaston Cougny, Dictionnaire des parlementaires français, Edgar Bourloton, 1889-1891 [détail de l’édition]